# Izmir Smajlaj
Izmir Smajlaj (* 29. März 1993 in Shkodra, Albanien) ist ein albanischer Leichtathlet, der sich auf Weitsprung und Dreisprung spezialisiert hat.

## Sportliche Laufbahn
Erste internationale Erfahrungen sammelte Izmir Smajlaj im Jahr 2012, als er bei den Juniorenweltmeisterschaften in Barcelona im Weitsprung ohne einen gütigen Versuch in der Qualifikation ausschied. Im Jahr darauf vertrat er sein Land bei den Weltmeisterschaften in Moskau, verpasste dort aber mit 7,55 m den Einzug ins Finale. 2014 belegte er bei den Balkan-Hallenmeisterschaften in Istanbul mit 7,25 m den siebten Platz und im August schied er bei den Europameisterschaften in Zürich mit 7,56 m in der Qualifikation aus. 2015 gewann er bei der Team-Europameisterschaft der 3. Liga, die im Zuge der Europaspiele in Baku stattfand mit 7,52 m die Silbermedaille im Weitsprung und wurde im Dreisprung mit 15,38 m Fünfter. 2016 wurde er bei den Balkan-Hallenmeisterschaften in Istanbul mit 7,41 m Siebter im Weitsprung. Im Sommer erreichte er bei den Europameisterschaften in Amsterdam mit 7,75 m Rang neun und qualifizierte sich auch für die Olympischen Spiele in Rio de Janeiro, bei denen er mit 7,72 m aber nicht bis in das Finale gelangte.
2017 siegte er bei den Balkan-Hallenmeisterschaften in Belgrad mit einem Sprung auf 7,98 m und auch bei den anschließenden Halleneuropameisterschaften ebendort wurde er mit neuem Landesrekord von 8,08 m Europameister. Der Schwede Michel Tornéus war als Zweiter gleich weit gesprungen, hatte aber einen Fehlversuch mehr. Dritter wurde der Ukrainer Serhij Nykyforow mit 8,07 m. Es war der erste Europameistertitel für Albanien in der Leichtathletik. Im Jahr darauf verteidigte er bei den Balkan-Hallenmeisterschaften in Istanbul mit 7,80 m seinen Titel und wurde anschließend bei den Mittelmeerspielen in Tarragona mit 7,85 m Vierter. Im August erreichte er bei den Europameisterschaften in Berlin das Finale und klassierte sich dort mit einer Weite von 7,83 m auf dem zehnten Platz. 2019 gewann er bei den Balkan-Hallenmeisterschaften in Istanbul mit 7,70 m die Silbermedaille und bei den Freiluftmeisterschaften in Prawez wurde er mit 7,78 m Vierter. 2020 siegte er bei den Balkan-Hallenmeisterschaften in Istanbul mit 7,91 m und auch im Jahr darauf siegte er bei den Balkan-Hallenmeisterschaften ebendort mit derselben Weite. Anschließend schied er bei den Halleneuropameisterschaften in Toruń mit 7,69 m in der Qualifikation aus. Auch bei den Olympischen Spielen 2020 im Sommer 2021 in Tokio – er konnte dank einer Wildcard teilnehmen – verpasste er mit 7,86 Metern als Neunter der Qualifikationsgruppe den Finaleinzug. Bei den Balkan-Hallenmeisterschaften 2022 gewann er zum sechsten Mal in Folge im Weitsprung.
In den Jahren von 2013 bis 2015 sowie 2017 und 2019 wurde Smajlaj albanischer Meister im Weitsprung sowie 2013, 2014 und 2019 auch im Dreisprung.
Im Dezember 2022 wurde Smajlaj ebenso wie der Präsident und der Generalsekretär des albanischen Verbands vorläufig gesperrt. Ihnen wurde vorgeworfen, ein Wettkampfresultat respektive Windmess-Werte manipuliert zu haben, um Smajlaj die Teilnahme an den Olympischen Spielen in Tokio zu ermöglichen. Smajlaj wurde im April 2022 freigesprochen, die beiden Funktionäre zu mehrjährigen Strafen verurteilt.

## Wichtige Wettbewerbe
| Startet für Albanien | Startet für Albanien         | Startet für Albanien | Startet für Albanien | Startet für Albanien | Startet für Albanien |
| -------------------- | ---------------------------- | -------------------- | -------------------- | -------------------- | -------------------- |
| 2012                 | Juniorenweltmeisterschaften  | Barcelona            | –                    | Weitsprung           | kein Resultat        |
| 2013                 | Weltmeisterschaften          | Moskau               | 24. (Q)              | Weitsprung           | 7,55 m               |
| 2014                 | Europameisterschaften        | Zürich               | 22. (Q)              | Weitsprung           | 7,56 m               |
| 2015                 | Europaspiele                 | Baku                 | 2.                   | Weitsprung           | 7,52 m               |
| 2016                 | Europameisterschaften        | Amsterdam            | 9.                   | Weitsprung           | 7,75 m               |
| 2016                 | Olympische Spiele            | Rio de Janeiro       | 22. (Q)              | Weitsprung           | 7,72 m               |
| 2017                 | Halleneuropameisterschaften  | Belgrad              | 1.                   | Weitsprung           | 8,08 m               |
| 2018                 | Balkan-Hallenmeisterschaften | Istanbul             | 1.                   | Weitsprung           | 7,80 m               |
| 2018                 | Mittelmeerspiele             | Tarragona            | 4.                   | Weitsprung           | 7,85 m               |
| 2018                 | Europameisterschaften        | Berlin               | 10.                  | Weitsprung           | 7,83 m               |
| 2020                 | Balkan-Hallenmeisterschaften | Istanbul             | 1.                   | Weitsprung           | 7,91 m               |
| 2021                 | Balkan-Hallenmeisterschaften | Istanbul             | 1.                   | Weitsprung           | 7,91 m               |
| 2021                 | Halleneuropameisterschaften  | Toruń                | 9.                   | Weitsprung           | 7,69 m               |
| 2021                 | Olympische Spiele            | Tokio                | 17. (Q)              | Weitsprung           | 7,89 m               |

## Persönliche Bestleistungen
- Weitsprung: 8,11 m (−0,7 m/s), 22. Juni 2019 in Shkodra (albanischer Rekord)
  - Weitsprung (Halle): 8,08 m, 4. März 2017 in Belgrad (albanischer Rekord)
- Dreisprung: 16,30 m (−0,2 m/s), 7. Juni 2016 in Elbasan
  - Dreisprung (Halle): 15,28 m, 17. Januar 2019 in Ancona

Im Juni 2014 hat Izmir Smajlaj mit 7,78 m den nationalen Rekord im Weitsprung aus dem Jahr 2008 von Admir Bregu übertroffen. Sein neuer nationaler Rekord von 16,30 m im Dreisprung verbesserte eine über 30-jährige Bestmarke, die Artan Duka 1986 aufgestellt hatte.